# Cleve Airport
Cleve Airport är en flygplats i Australien. Den ligger i kommunen Cleve och delstaten South Australia, omkring 240 kilometer nordväst om delstatshuvudstaden Adelaide.
Trakten runt Cleve Airport är nära nog obefolkad, med mindre än två invånare per kvadratkilometer.. Närmaste större samhälle är Cleve, nära Cleve Airport. 
Trakten runt Cleve Airport består till största delen av jordbruksmark. Genomsnittlig årsnederbörd är 443 millimeter. Den regnigaste månaden är juni, med i genomsnitt 80 mm nederbörd, och den torraste är oktober, med 9 mm nederbörd.